# Пуллип
Пуллип — коллекционная шарнирная фешн кукла. Была создана корейской компанией Cheonsang Cheonha, права на выпуск проданы японской компании JUN Planning (2003- ½ 2009), затем Groove Inc.(2009 — ∞).
В 2003 году к выпуску пуллип были добавлены Наму, в 2006 — Тайянг, Дал, мини-версии Пуллип и Дал, в 2008 — Бьюл, в 2011 — Исул, мини-версии Тайянг и Бьюл.
Пуллип выпускаются ежемесячно, есть лимитированные тиражи. У каждого выпуска пуллип своё удивительное имя, уникальный макияж, причёска, аутфиты, аксессуары, коробка, карточка и своя «легенда» — краткое описание настроения куклы в стиле хайку.
У Пуллип, благодаря уникальному глазному механизму, глаза могут двигаться вправо-влево, также закрываются веки (при использовании рычагов на затылке). У Тайянга и Исула аналогично. У Дал и Бьюл глаза могут двигаться вправо-влево, но не закрываются. Высота Пуллип — 30 см, тело приблизительно — 23 см (масштаб 1:6), то есть размер многих фешн кукол (Барби, Дженни).

## Тело Пуллип
С момента выпуска тело Пуллип претерпело ряд изменений. Всего было выпущено 4 типа тел. Ранние выпуски были с видимыми винтами в теле. Первые три куклы (Wind, Street, Moon) имели шеи, которые легко ломались, позднее они были лучше зафиксированы. 

Начиная с декабря 2003 года (релиз Venus), у пуллип новое тело (второе), которое уже без видимых винтов, с мягким торсом и большей подвижностью в шарнирах. Это тело имеет более реалистичные параметры. Неудобства этого тела заключаются в выпадении конечностей из суставов, оплавлении пластика под действием определённых температур и влажности.

С выпуска в 2005 году Lan Ake и Lan Ai появляется третье тело с меньшим количеством точек артикуляции. Запястья и лодыжки утрачивают свою шарнирность. По сравнению с двумя предыдущими это тело самое крепкое.
В январе 2009 года (пуллип Neo Noir) пуллип появляется на последнем (на данный момент) четвёртом теле. Запястья снова становятся шарнирными. Размеры тела практически идентичны третьему телу, скрыты коленные шарниры и убрана подвижность в талии.

### Наму и Таянг
Наму (Namu, кор. «дерево») — был первым парнем Пуллип. Первый Наму был выпущен в феврале 2004 года. Они высотой около 34 см, строение тел одинаковое, полностью шарнирное — 16 точек артикуляции. Глаза могут закрываться и двигаться влево-вправо при помощи рычагов на затылке. Начиная с Тайянга Hash глаза можно зафиксировать в закрытом состоянии. Одежда подходит от разных кукол такого же формата 1:6 (Экшн мэны, Кены нового образца). У Наму Vispo волосы прошиты в скальп, у всех остальных (включая Тайянгов) — парики. В мае 2004 Jun Planning выпускает лимитированный сет Happy Birthday #1 тиражом 300 экземпляров Наму и Пуллип, а в июне 2005 года — второй сет Happy Birthday #2 (тираж Наму Geronimo — 300 экземпляров).
В 2006 году на рынок введён Таянг (Taeyang, кор. «солнце»), производство Наму прекратилось из-за низкого спроса. Всего было выпущено 6 Наму.
Таянг выпускаются раз в два месяца. В 2007 году был выпущен лимитированный Тайянг Another King тиражом 500 экземпляров, в 2010 году — Тайянг Gyro из сета SteamPunk тиражом 2000 экз., в апреле 2011 года планируется лимитированный выпуск по Seikima II — 5 Тайянгов. Некоторые образы Тайянгов разработаны на основе популярных персонажей кино, аниме, музыкантов. Так, например, Тайянг Edward Scissorhands выпущен по одноимённому фильму «Эдвард Руки-ножницы» Тима Бёртона, Тайянг Hash был вдохновлён японским музыкантом hide, Тайянг Another King — червонным королём из «Алисы в стране чудес», Тайянг Sebastian выполнен по аниме «Темный дворецкий» и др.

### Дал
Дал (Dal, кор. «луна») — фешн кукла представлена как 13-летняя сестра Тайянга. Выпускается с 2006 года, с 2008 года — ежемесячно. В отличие от Пуллип и Тайянг у неё веки в закрытом положении не фиксируются, можно только менять направление взгляда (вправо-влево). Высота Дал — 26,3 см, тело полностью шарнирное наподобие Пуллип. Одежда подходит от Skipper, Ликка-тян, Blythe. 

Лимитированные выпуски: 2007 год — Jouet, эксклюзив для японского Doll Carnival, продавалась только по лотерее, тираж 300 экземпляров, 2007 год — Another Rabbit и Another Clock Rabbit из сета Another Alice, по 500 экземпляров, 2009 год — Chanti, эксклюзив для японского Doll Carnival, тираж 300 экземпляров, 2010 год — Risa Sweet Girl, 2011 год — Ra Muw из сета SteamPunk, тираж 2000 экземпляров.

### Бьюл
Бьюл (Byul, кор. «звезда») — подружка Дал. Строение аналогично Дал. Выпускается с декабря 2008 года. Лимитированных выпуска было всего два (оба в 2010 г.): Lilith, эксклюзив для San Diego Comic-Con International, тираж 200 экземпляров и Rhiannon из сета SteamPunk — тираж 2000 экземпляров.

### Мини-версии
Мини Пуллип (Little Pullip) — это миниатюрная версия оригинальной куклы Пуллип, высотой примерно 12,5 см. С такими же диспропорцией головы и тела, большими глазами и детальным макияжем. У них полностью отсутствует глазной механизм, но глаза не нарисованные, а вставные и реснички настоящие. Нет шарниров в теле, ручки ножки и талия вращаются лишь в районе крепления к туловищу.
Несмотря на свой небольшой размер и ограниченные способности Мини Пуллип так же легко подвергаются кастому, как и их полноразмерный оригинал. Парик съёмный, голова легко разбирается, можно заменить глаза и тела, перерисовать макияж.
Мини Пуллип выпускались с 2004 по 2007 год. Практически все выпуски были мини копией выпущенных ранее оригинальных Pullip, повторяя их во всем (имя, макияж, волосы, подобный аутфит).
В 2008 была запущена новая линейка мини кукол — Мини Дал+ (Little Dal+), молд и тело Мини Пуллип были усовершенствованы и линейка получила аналогичное название — Мини Пуллип+.
В 2011 году были выпущены Мини Таянг и Мини Бёль. Их пропорции соответствуют пропорциям и разнице в росте оригинальных кукол.

## Выпуски

### Специальные выпуски и эксклюзивы
Тираж пуллип известен только производителю, но иногда выпускают лимитированные выпуски (300—2000 экземпляров) в дополнение к регулярному ежемесячному. Магазины, в которых продавались эксклюзивы: Toys-R-Us (Япония), Magma Heritage (Сингапур), HauteDoll (США), TBS (Япония), pullip.net (Корея). Лимитированные выпуски идут со сертификатом, где указаны производитель, наименование Пуллип, год и тираж выпуска. Сертификатов не было до сентября 2007 года. В 2006 г. JUN Planning объявил, что не будет делать больше лимитированные выпуски вместе с регулярными. Исключение составили Пуллип Haute для американского магазина HauteDoll. 

На пятилетнюю годовщину Пуллип, пять кукол были представлены как лимитированный выпуск по сету «Another Alice»: Another Alice (Пуллип), Another Queen (Пуллип), Another King (Тайянг), Another Rabbit (Дал), Another Clock Rabbit (Дал), вдохновлённые по «Алисе в стране Чудес». Коллекционеры часто называют этот сет как «Золотая Алиса». Те, кто предзаказал полный сет, получили в подарок статуэтку Розового Фламинго. Тираж каждой куклы сета — 500 экземпляров.

В 2006 году были выпущены некоторые персонажи по Rozen Maiden (выпуски были регулярные, за исключением Kirakishou для продажи только TBS). В 2007 г. и последующих годах прослеживается сотрудничество с H. Naoto, Hello Kitty, Neon Genesis Evangelion, дополнительно по Rozen Maiden была выпущена лимитированная пуллип Shinku Kun-Kun. Эти выпуски лицензируются и имеют более высокую цену по сравнению с другими регулярными релизами.
В 2006 году JUN Planning выпускает образы пуллип, которые имеют полное сходство с знаменитыми персонажами, но официально не лицензированы. Это Fantastic Alice (сделанная по образу диснеевской «Алисы в стране чудес»), Rida (аниме «Нана»), сет из двух кукол — «С днём Рожденья»: пуллип Sacagawea и Наму Geronimo, Principessa (близкое сходство с некоторыми изображениями японского музыканта Маны).
В 2010 году была выпущена серия по SteamPunk.
В апреле 2011 года выходит лимитированный сет по Seikima II.

## Сотрудничество
- 20th Century Fox: Тайянг Edward Scissorhands
- Black Peace Now: аутфиты для Isul — Campanella и Giovanni
- Angelic Pretty: дал Chanti, бьюл Cocotte, дал Joujou, литл дал Lepupu, литл пуллип Luce, дал Maretti, пуллип Prupate, пуллип Sfoglia, бьюл Sucre, аутфиты Sugary Carnival Jumper Skirt
- Capcom: Тайянг Chousokabe Motochika, пуллип Date Masamune, исул Mori Ranmaru, дал Sanada Yukimura, бьюл Sarutobi Sasuke
- Creators Label Collections: Pullip Bloody red hood и её лоли версия, Dal Hello Little Girl!, Isul Mao, Taeyang Natsume, Byul Paradis и Pullip Seila
- Crypton Future Media: дал Len Kagamine, пуллип Miku Hatsune, дал Rin Kagamine, пуллип Snow Miku
- Disney collaborations: тайянг Captain Hook, бьюл Dumbo, пуллип Peter Pan, дал Pinocchio, бьюл Tiger Lily, дал Tinker Bell
- DС Comics: Pullip Batgirl и Catwoman
- Dollte-Porte: тайянг Alfred, дал Charlemagne, пуллип Henri, бьюл Leroy, исул Vesselle
- Gainax: пуллип Asuka Langley Soryu, пуллип Rei Ayanami
- Gothic & Lolita Bible: Isul Johan и Pullip Nella
- H.NAOTO: пуллип Аdsiltia, дал Аngry, тайянг Аrion, дал Наngry, тайянг Horizon, пуллип Isolde, пуллип Prunella
- HELLCATPUNKS: пуллип Chelsea, тайянг Kain, дал Phoebe
- Harmony Promotion: дал Risa Sweet Girl и Risa Vintage Rock Girl
- Innocent World: пуллип Tiphona, дал Clair, бьюл Hermine
- JAP-inc. collaborations: тайянг Demon Kogure, тайянг Jail O’Hashi, тайянг Luke Takamura, тайянг Raiden Yuzawa, тайянг Xenon Ishikawa, пуллип Gothic Lolita Yuki-chan
- Chack Mori: Dal Gloomy
- Paramount: пуллип Holly, Princess Ann и Sabrina
- Sanrio: дал Cinnamoroll, пуллип Hello Kitty, пуллип My Melody
- Tokyu Square collaborations: пуллип Purezza, Summer Purezza и Full Winter Purezza
- Warner Bros. collaborations: дал Тweety

## Разногласия в релизах
Бывает так, что релизы по некоторым причинам сдвигаются на месяцы или не выходят в свет вообще. 

Так было с Пуллип Beressa («леди шпион») в июле 2005 года, которая была в чёрной униформе и кепке с золотыми шнурками и красными деталями, с красной же нарукавной повязкой и пистолетом. Хотя на фото не видно было свастики, подобие униформы и дизайна оружия заставило некоторых наводило на мысль, что аутфит пуллип очень похож на немецкую униформу СС. В июне релиз был отменён окончательно. Берессу заменили выпуском Лан Ай из-за уважения к 60-й годовщине Холокоста.

## Сопутствующие товары

### Аутфиты
Разработка дополнительных аутфитов и аксессуаров продана JUN Planning (сейчас Groove Inc.). Аутфит включают полные комплекты одежды и обуви, аксессуары. Например, Pullip Brand Police Costume Set, Innocent World Pullip Coat & Umbrella.

### Мебель
В январе 2008 года в Японии была представлена мебель для Пуллип. Это классические французские кресла и шезлонг.

### Журналы
JUN Planning выступил автором журнала Pullip Magazine. Выпущен в июле 2005 года на японском языке. 88 страниц которого посвящены релизам Пуллип, интервью с дизайнерами популярных линий одежды, кастому Пуллип, выкройкам.

## Кастом
Подобно куклам Ball-jointed dolls, образ кукол семейства пуллип легко можно изменить. У пуллип до марта 2004 г. волосы прошиты в скальп. У всех последующих Пуллип — парики, которые легко заменяются. Голова разбирается при помощи обычной отвёртки, количество и расположение шурупов в голове зависит от выпуска Пуллип. Изменения могут быть как лёгкими (замена чипов, парика, тела), так и более сложными (полная перерисовка макияжа, пропиливание формы губ, долепливание ушей, клыков, нанесение татуировок).